# Fish Tank
Fish Tank (no Brasil, Aquário) é um filme de drama britânico de 2009 dirigido e escrito por Andrea Arnold. Estrelado por Katie Jarvis e Kierston Wareing, venceu o Prêmio do Júri do Festival de Cannes.

## Elenco
- Katie Jarvis - Mia Williams
- Kierston Wareing - Joanne Williams
- Michael Fassbender - Conor O'Reily
- Rebecca Griffiths - Tyler Williams
- Harry Treadaway - Billy
- Sydney Mary Nash - Keira O'Reily
- Sarah Bayes - Keely